# San Marco in Lamis

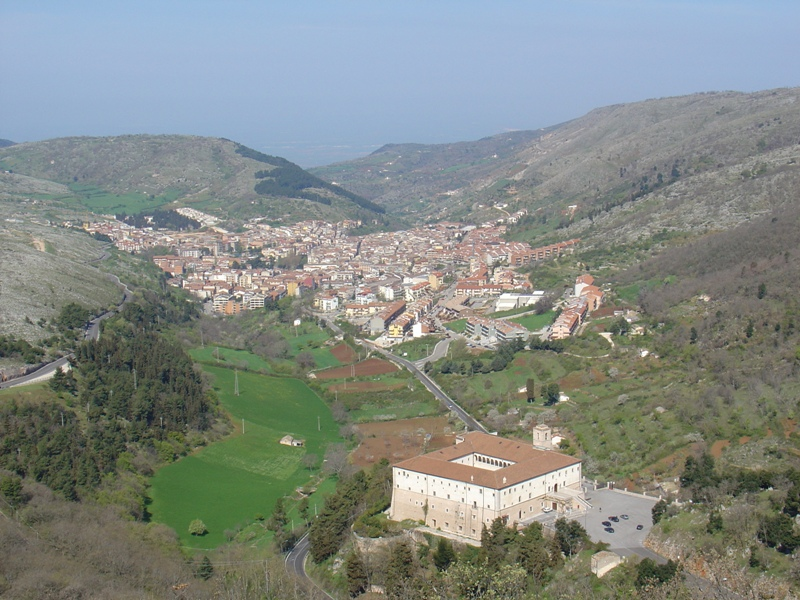
Panoramablick auf San Marco in Lamis

San Marco in Lamis ist eine süditalienische Gemeinde mit 12.469 Einwohnern (Stand 31. Dezember 2023). Sie gehört zur Provinz Foggia in der Region Apulien und liegt auf der Halbinsel Gargano.
San Marco in Lamis hat eine Fläche von 232 km². Die Nachbargemeinden sind Apricena, Cagnano Varano, Foggia, Manfredonia, Monte Sant’Angelo, Rignano Garganico, San Giovanni Rotondo, San Severo und San Nicandro Garganico.
Der Ort wurde von den Langobarden auf einer Anhöhe neun Kilometer nordwestlich von San Giovanni Rotondo erbaut.
Der Bahnhof San Marco in Lamis lag über zehn Kilometer westlich des Ortes an der Strecke San Severo – Peschici.

## Persönlichkeiten
- Teo Ciavarella (1960–2025), Jazzmusiker
- Francesco De Robertis (1959), Filmregisseur und Drehbuchautor
- Michelina Tenace (* 1954), römisch-katholische Theologin